# Gais (damfotboll)
Gais damlag i fotboll återstartades i oktober 2023 och spelar säsongen 2025 i division 4. Tränare är Viktor Duvald Karlsson och assisterande tränare Matilda Östergaard.
Ett damlag under Gais namn bildades för första gången 1971. Detta ursprungliga Gais spelade både SM-final och cupfinal 1985, och spelade i damallsvenskan 1988–1992. 1993 fusionerades klubben med Jitex BK till Jitex BK/JG93 och Gais hade därefter i många år ingen damverksamhet.

## Historik
Gais första damlag började som studentlaget "Bohus räkor" på Bohus nation i Göteborg. 1970 kontaktade Vera Tegnér-Johansson och Birgitta Andreasson Gais för att höra om intresse fanns för ett samarbete. Samma höst fick man klartecken från styrelsen och 1971 gick man in i seriespel under namnet Gais. Klubbens första tränare var Jan-Erik Burgren och Svein Trosdal. Klubben placerades i serie A i Göteborgs damfotbollsserier, och premiäråret 1971 slutade man på andra plats efter Jitex BK. Även åren 1972–1974 slutade man tvåa i Göteborgsserien A, varje år bakom ett mer eller mindre överlägset Jitex.
1975 började man spela över distriktsgränserna, och Jitex och Gais hamnade i olika serier. Istället fick Gais stifta bekantskap med Öxabäcks IF. Bland Gais främsta spelare under de tidiga åren var mittfältaren Britta Eklund och anfallaren Gill Appelgren. Första året i den större serien slutade Gais sexa, men 1977 kom man sist i tabellen och åkte för första gången ur en serie. 1979 spelade Gais efter en serieomläggning i division III, men vann serien direkt och gick upp i division II västra, där man 1980 slutade trea. 1981 vann man serien, och 1982 var Gais åter i högsta serien, dåvarande division I västra.

### Division I
1983 värvades tvillingarna Ingrid och Helen Johansson från Jitex, och 1985 stjärnan Anette Börjesson från samma klubb. Ett annat stort namn i 1980-talets Gais var den målfarliga anfallaren Eleonor Hultin. Säsongen 1985 vann klubben för första gången serien, före Öxabäck och Jitex, och gick till SM-final mot Hammarby IF. Där förlorade man emellertid, utan en skadad Anette Börjesson, med 0–4 borta och 2–3 hemma. Gais gick även till final i svenska cupen 1985, men förlorade mot Öxabäck med 0–2. 1986 kom Eleonor Hultin tvåa i skytteligan i division I, och Gais slutade trea i serien. Året därpå blev Gais fyra, men Hultin vann skytteligan på 24 mål och utsågs till Årets fotbollstjej i Sverige.

### Allsvenskan
1988 startade damallsvenskan, och Gais slutade femma i serien. Inför säsongen 1989 blev klubben av med Anette Börjesson och Eleonor Hultin samt tränaren Kaj Hansson till Jitex, och Gais slutade på en sjundeplats, med Jeanette Öhlund som spelande tränare. 1990 klarade Gais precis kontraktet i allsvenskan med en tiondeplats. Till säsongen 1991 tog Christina "Fejsal" Alström över tränarsysslan, som allsvenskans första ordinarie kvinnliga tränare. 1992 blev det sista året som Gais ställde upp med ett damlag i seriesystemet; året därpå fusionerades man med Jitex till den nya klubben Jitex BK/JG93.

### 2020-talet
Sedan det första damlaget gått ihop med Jitex 1993 hade Gais i många år ingen damverksamhet, men i december 2020 meddelade klubben att man återigen tänkte starta verksamhet för flickor i 8–9-årsåldern från och med 2021 års säsong. Vid Gais årsmöte i mars 2023 meddelade ordförande Roland Blomstrand att Göteborgs DFF i division 2 hade uppvaktat klubben om ett eventuellt samarbete och samgående. Gais uttalade mål var att åter ha ett seniorlag på damsidan och klubbstyrelsen såg positivt på förfrågan. Ett samarbete med GDFF inleddes under 2023, och i september 2023 utlystes ett extra årsmöte för att rösta om ett samgående.
Frågan om att ta över ett lag i en högre serie och på så vis "fuska" sig till en bättre serietillhörighet istället för att börja från grunden i botten av seriesystemet väckte emellertid ilska bland många av klubbens medlemmar, och till det extra årsmötet hade en motion inkommit om att bordlägga frågan till ordinarie årsmöte 2024. Denna röstades igenom, vilket i praktiken blev ett nej till samgående eftersom GDFF inte hade resurser att fortsätta sin verksamhet. Istället meddelade klubben i oktober 2023 att man, i enlighet med medlemmarnas önskan, hade anmält ett lag till spel i division 5 till säsongen 2024. GDFF uppgick istället i Utsiktens BK.
I den första matchen för Gais damlag på över trettio år slog man den 11 februari 2024 Ösets BK med 9–0 i en träningsmatch på Valhalla IP. Den historiska första målskytten blev 15-åriga Lava Marberg, och 17-åriga Kayla Dellmer gjorde hattrick. I sin första seriematch vann Gais med 8–0 mot Kungsladugårds BK. Elin Hedström gjorde Gais första seriemål i den fjärde matchminuten, och Lava Marberg gjorde två mål. Efter nio segrar, en oavgjord och en förlust slutade laget tvåa i sin division 5-serie 2024 och flyttades därmed upp till division 4 2025. Zara Belizel blev lagets bästa målskytt i serien med sina 20 mål på 10 matcher. I distriktsmästerskapet 2024 ställdes Gais mot bland andra Qviding FIF (division 2) och Örgryte IS (division 1), där man trots dubbla 1–7-förluster gjorde fina insatser mot lag betydligt högre upp i seriesystemet.
Sommaren 2025 tappade Gais Kayla Dellmer och Zara Belizel till Sundsvalls DFF i division I norra.

## Spelartrupp
| Nummer      | Land      | Spelare               | Födelsedatum     | Kom från         |
| Målvakter   | Målvakter | Målvakter             | Målvakter        | Målvakter        |
| ----------- | --------- | --------------------- | ---------------- | ---------------- |
| 1           | Sverige   | Ellen Larsson         |                  | Sävedalens IF    |
| 22          | Sverige   | Thea Larsson          | 26 juni 2003     | Hovås Billdal IF |
| Försvarare  |           |                       |                  |                  |
| 3           | Sverige   | Tilde Svenninghed     | 19 april 2006    | BK Häcken FF     |
| 4           | Sverige   | Amanda Morup          | 5 december 2003  | Mossens BK       |
| 5           | Sverige   | Elin Hedström         | 20 februari 1998 | Motala AIF       |
| 6           | Sverige   | Tilda Salmeron        | 4 januari 2007   | Hovås Billdal IF |
| 7           | Sverige   | Linnéa Karlsson       | 2006             | Hovås Billdal IF |
| 11          | Sverige   | Lisa Parueng Eriksson | 18 maj 2007      | Askims IK        |
| 14          | Sverige   | Elin Pernsved         | 15 januari 2004  | Hovås Billdal IF |
| 24          | Sverige   | Amanda Hermansson     | 2004             | Örgryte IS       |
| 27          | Sverige   | Jolina Strand         | 4 september 2007 | Askims IK        |
| Mittfältare |           |                       |                  |                  |
| 8           | Sverige   | Sofia Jacobsson       | 2007             | Jitex BK         |
| 12          | Sverige   | Tilda Kärrbrink       | 1 november 2005  | Näsets SK        |
| 18          | Sverige   | Smilla Engman         | 6 augusti 2003   | Landvetter IF    |
| 20          | Sverige   | Maria Kalméus         | 17 januari 2001  | Askims IK        |
| 21          | Sverige   | Filippa Marcelind     | 16 mars 2006     | IK Zenith        |
| 25          | Sverige   | Ellinor Wallgren      | 28 oktober 2003  | Hovås Billdal IF |
| Anfallare   |           |                       |                  |                  |
| 10          | Sverige   | Emma Werner           | 2004             | Qviding FIF      |
| 13          | Sverige   | Lava Marberg          | 9 april 2008     | Kärra KIF        |
| 16          | Sverige   | Alice Dalhielm        | 12 juli 2002     | IFK Hallsberg    |
| 17          | Sverige   | Mirjam Söderström     | 15 augusti 2003  | Utsiktens BK     |
| 26          | Sverige   | Alexandra Ionescu     | 26 augusti 2007  | Kärra KIF        |

- Huvudtränare: Viktor Duvald Karlsson
- Assisterande tränare: Matilda Östergaard
- Fystränare: Robin Månsson
- Målvaktstränare: Jonna Andersson

## Kända spelare

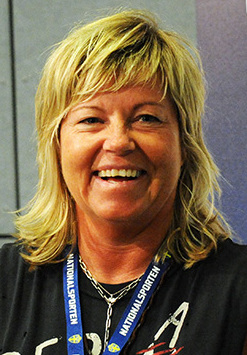
Marika Domanski Lyfors, 2014.

- Camilla Ackerfors (1989–1991)
- Anette Börjesson (1985–1988)
- Marika Domanski
- Eleonor Hultin (–1988)
- Helen Johansson (1983–?)
- Ingrid Johansson (1983–?)
- Reidun Seth (1990–1992)

### Flest matcher
Gaisspelarna med flest matcher i högsta serien (1982–1992):
- Camilla Gustafsson (140)
- Eleonor Hultin (139)
- Jessica Lindgren (127)
- Helen Johansson (114)
- Susanne Bjarneborg (97)
- Monica Magnusson (96)
- Ingrid Johansson (92)
- Chris Moberg (91)
- Monica Berntsson (83)
- Susanne Lundmark (75)

### Hedersmakrillar
Spelare i damlaget som tilldelats supporterklubben Makrillarnas pris Hedersmakrillen:
- 1982 – Helen Sjöström
- 1983 – Eleonor Hultin
- 1984 – Ingrid Johansson
- 1985 – Anette Börjesson
- 1986 – Karma Schultz
- 1987 – Helen Johansson
- 1988 – Marika Domanski
- 1989 – Åsa Lindqvist
- 1990 – Reidun Seth
- 1991 – Camilla Gustafsson